# Manchester United F.C. 2–0 Arsenal F.C. (2004)
Trận thắng 2-0 của Manchester United trước Arsenal ngày 24 tháng 10 năm 2004 hay còn được báo chí Anh đặt tên là Battle of the Buffet (Trận chiến Buffet) là một trong những trận đấu hay nhất giữa Arsenal và Manchester United trong lịch sử. Trận đấu đã chứng kiến một loạt các pha phạm lỗi thiếu chuyên nghiệp, nhưng lại bị bỏ qua bởi trọng tài Mike Riley, chẳng hạn như việc Rio Ferdinand phạm lỗi với Freddie Ljungberg ở phút 19 và cú đạp gầm giày của tiền đạo Ruud van Nistelrooy với Ashley Cole. Arsenal đã kiểm soát phần lớn thời gian đầu trận đấu và tạo ra một số cơ hội, nhưng sau khi trận đấu kết thúc thì Manchester United mới là đội giành chiến thắng. Đội chủ nhà đã được trọng tài "tặng" cho một quả phạt đền gây tranh cãi ở phút 73, khi Wayne Rooney được cho là đã ngã xuống dưới chân của Sol Campbell. Van Nistelrooy đã mở tỷ số cho Quỷ đỏ và vào cuối trận, Rooney ghi bàn ấn định tỷ số 2-0. Kết quả này đã chấm dứt chuỗi 49 trận bất bại kỷ lục của Arsenal. Nhiều người hâm mộ Arsenal đã bất bình, vì họ cho rằng Rooney đã ăn vạ và quả phạt đền đó không đáng bị thổi phạt.
Sau trận đấu, xô xát xảy ra khi huấn luyện viên Sir Alex Ferguson của Man Utd bị ném một miếng bánh pizza vào mặt. Sau này, chính Cesc Fàbregas đã thừa nhận mình mới là thủ phạm ném miếng pizza trên.

## Kết quả
| Manchester United                       | 2–0    | Arsenal |
| --------------------------------------- | ------ | ------- |
| van Nistelrooy 73' (ph.đ.) · Rooney 90' | Report |         |

| Manchester United | Arsenal |

| TM                | 13 | Roy Carroll         |     |     |
| HV                | 2  | Gary Neville        | 36' |     |
| HV                | 5  | Rio Ferdinand (c)   |     |     |
| HV                | 27 | Mikaël Silvestre    |     |     |
| HV                | 4  | Gabriel Heinze      |     |     |
| TV                | 7  | Cristiano Ronaldo   |     | 85' |
| TV                | 3  | Phil Neville        | 38' |     |
| TV                | 18 | Paul Scholes        |     |     |
| TV                | 11 | Ryan Giggs          |     |     |
| TĐ                | 8  | Wayne Rooney        |     |     |
| TĐ                | 10 | Ruud van Nistelrooy |     | 90' |
| Dự bị:            |    |                     |     |     |
| TM                | 1  | Tim Howard          |     |     |
| HV                | 6  | Wes Brown           |     |     |
| TV                | 17 | Liam Miller         |     |     |
| TĐ                | 9  | Louis Saha          |     | 90' |
| TĐ                | 14 | Alan Smith          |     | 85' |
| HLV trưởng:       |    |                     |     |     |
| Sir Alex Ferguson |    |                     |     |     |

| TM            | 1  | Jens Lehmann       |     |     |
| HV            | 12 | Lauren             |     |     |
| HV            | 23 | Sol Campbell       |     |     |
| HV            | 28 | Kolo Touré         |     |     |
| HV            | 3  | Ashley Cole        | 35' |     |
| TV            | 8  | Freddie Ljungberg  |     |     |
| TV            | 4  | Patrick Vieira (c) | 75' |     |
| TV            | 17 | Edu                | 79' |     |
| TV            | 9  | José Antonio Reyes |     | 70' |
| TĐ            | 10 | Dennis Bergkamp    |     |     |
| TĐ            | 14 | Thierry Henry      |     |     |
| Dự bị:        |    |                    |     |     |
| TM            | 13 | Stuart Taylor      |     |     |
| HV            | 18 | Pascal Cygan       |     |     |
| TV            | 7  | Robert Pires       |     | 70' |
| TV            | 15 | Cesc Fàbregas      |     |     |
| TĐ            | 11 | Robin van Persie   |     |     |
| HLV trưởng:   |    |                    |     |     |
| Arsène Wenger |    |                    |     |     |

| Cầu thủ xuất sắc nhất trận - Rio Ferdinand (Manchester United) | Quy định - 90 phút và có thể có bù giờ. - 5 cầu thủ trên ghế dự bị - Tối đa 3 quyền thay người. |